# Lijst van hertogen van Nemours
Dit is de lijst van hertogen van Nemours.
Het gebied rond de stad Nemours werd in 1404 door de regent voor de zieke koning Karel VI van Frankrijk verheven tot hertogdom en in apanage gegeven aan Karel III van Navarra, in ruil voor de stad Cherbourg. De titel was geregeld vacant en de Franse koning gaf hem vaak aan een andere gunsteling. Vooral de laatste hertog van Nemours, Lodewijk van Orléans, is bekend omdat hij op 3 februari 1831 door het Nationaal Congres tot koning der Belgen verkozen werd, maar die aanstelling moest weigeren.
- 1404-1425 : Karel III van Navarra
- 1425-1464 : Eleonora van Bourbon

wapen

- 1464-1477 : Jacques van Armagnac-Nemours
- 1484-1500 : Jan
- 1500-1503 : Lodewijk
- 1503-1503 : Margaretha
- 1503-1504 : Charlotte
- 1507-1512 : Gaston van Foix
- 1515-1516 : Giuliano de' Medici
- 1528-1533 : Filips van Savoye-Nemours
- 1533-1585 : Jacques van Savoye-Nemours
- 1585-1595 : Karel Emmanuel van Savoye
- 1595-1632 : Hendrik I van Savoye-Nemours
- 1632-1641 : Lodewijk van Savoye-Nemours
- 1641-1652 : Karel Amadeus van Savoye-Nemours
- 1652-1657 : Henri II van Savoye-Nemours
- na 1689 :
- Filips van Orléans
- Lodewijk Filips I van Frankrijk
- Lodewijk van Orléans